# 車載充電機

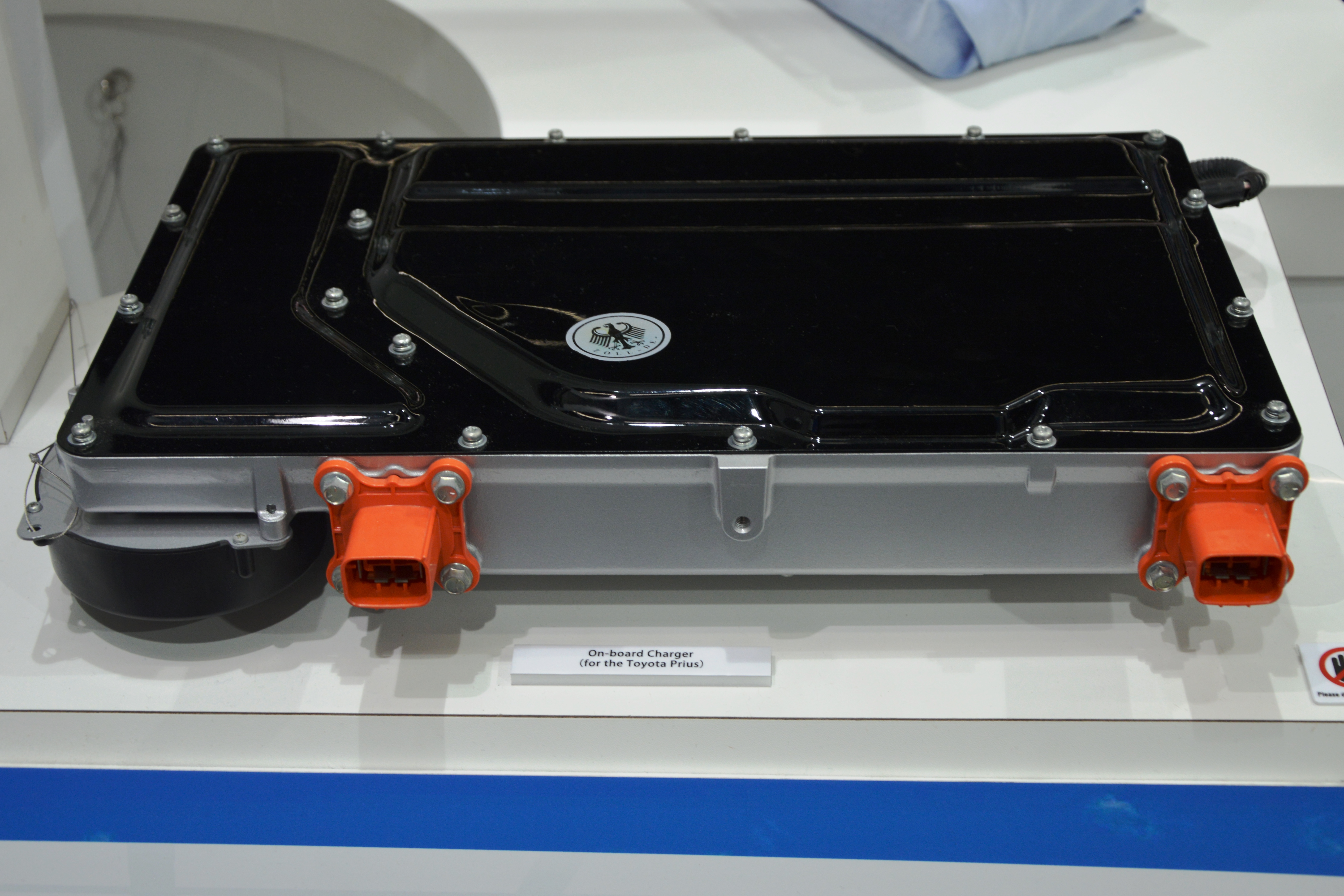
豐田Prius動力車的車載充電機，功率2kW，體積達8.6L

車載充電機（on board charger）簡稱OBC，也稱為車載充電器，是純電動車（BEV）或插電式混合動力車（PHEV）上，電動車電池的充電設備，可以將市電的交流電轉換為直流電進行充電，其輸出電壓則依電動車電池規格而不同。有車載充電器的電動車可以用交流的方式進行充電，配合交流充電站即可。
車載充電機是開關模式電源，會包括功因修正電路（PFC）以及直流-直流轉換器，因為裝在車內，空間較小，一般會配合水冷系統，功率也比較小，因此配合車載充電機的交流充電站只能進行慢速充電，不能進行類似直流充電站的快速充電。
小功率的車載充電機只需要單相的交流電源，較大功率的車載充電機需要三相的交流電源，車載充電機也可能會有Vienna整流器之類的三相整流電路。
一般車載充電機的電力是從市電的交流端轉換到直流的電池端，較高階的車載充電機可支援雙向能量轉換，可以將電力從直流的電池端轉換到市電的交流端，可做為V2G的應用，支援雙向能量轉換的車載充電機稱為bi-directional on-board charger（BOBC），也會分別標明可以輸出到直流的電池端的功率，以及從直流電池端轉換到市電交流端的功率。
在充電時，車載充電機需和充电桩通訊，確認充電狀態，可允許的最大電流，像SAE J1772有提供AC Level 1、AC Level 2的充電等級，也有對應的CAN通訊協定，將資訊傳到車內的其他裝置。車載充電機也需處理SAE J1772的CP（控制導引）、PP（接近導引）信號。
若電動車輛有直流充電功能，車輛上會有电动汽车通信控制器（electric vehicle communication controller，EVCC）處理直流充電信號。這類車輛也會由EVCC處理交流的充電信號，再送到車載充電機。

## 外部連結
- 車載充電器：功能和趨勢 （页面存档备份，存于）